# Хабаров Олександр Володимирович
Хабаров Олександр Володимирович (1936 року, с. Малий Мартин, Воронезька область) — радянський російський ґрунтознавець, фізикогеограф, засновник і ректор Інституту екології, лінгвістики і права. Доктор географічних наук, професор, академік Російської академії природничих наук.

## Біографія
Хабаров Олександр Володимирович народився 1936 року в селі Малий Мартин Панінського району Воронезької області.
До 1989 року — доцент кафедри ґрунтознавства, екології та природокористування Державного університету із землеустрою. З 1989 року по 2007 рік — завідувач цієї кафедри. З 2000 по 2018 рік засновник і ректор Інституту екології, лінгвістики і права.
Хабаров дійсний член Міжнародної академії екології, Російської академії природничих наук, Міжнародної академії аграрної освіти, Міжнародної академії екології та природокористування, Російської академії промислової екології.

## Наукові праці
Хабаров автор понад 200 наукових праць. Основні праці:
- (рос.) Лобова Е. В., Хабаров А. В. Почвы. — М. : Мысль, 1983. — 304 с. — (Природа мира)

## Нагороди і відзнаки
- лауреат Державної премії СРСР в галузі науки.
- 1999 — заслужений діяч науки Росії.